# Shigella sonnei
Shigella sonnei és una enterobacteria patògena causant de la shigel·losi que pertany al gènere Shigel·la i és classificada dins del grup serotipic D. Cal destacar que S. sonnei és la principal causa de shigel·losi en països desenvolupats (80,5% dels casos). L'origen dels brots acostuma a ser de forma esporàdica a causa de menjar cru o aigües contaminades i la seva transmissió és del tipus fecal-oral. L'ésser humà és l'únic hoste tot i que de forma esporàdica es pot trobar en primats en captivitat.

## Patògenia
Shigella sonnei presenta una patògenesi lleu en comparació a les altres Shigel·les. El principal i normalment únic símptoma amb el qual cursa és una diarrea aquosa i mucosa (a vegades amb sang). Igualment, també podem trobar amb menor freqüència els següents símptomes:
- Dolors i calambres abdominals
- Febre
- Nàusea i/o vòmits
- Pèrdua d'apetit
- Mal de cap
- Malestar general

## Epidemiologia
Per fer-nos una idea de l'elevada incidència en comparació a altres espècies de Shigel·la, segons l'informe del Centre per al Control i Prevenció de Malalties dels Estats Units, aquestes van ser les proporcions l'any 2016 :
La distribució per espècies va ser similar a la d'anys anteriors, amb Shigella sonnei sent responsable de la major part dels casos (80,5%) seguida per Shigella flexneri (12,6%), Shigella boydii (0,2%) i Shigella dysenteriae (0,1%).
En canvi, segons l'informe de l'Organització Mundial de la Salut que va agrupar les dades recollides entre 1966 i 1997, podem veure com la incidència d'espècies canvia entre països en vies de desenvolupament i països industrialitzats:
La mediana dels percentatges dels aïllats de S. flexneri, S. sonnei, S. boydii, i S. dysenteriae van ser, respectivament 60%, 15%, 6%, i 6% en països en vies de desenvolupament; i 16%, 77%, 2%, i 1% en països industrialitzats.
Aquest fenomen es creu a causa de la capacitat que S. sonnei té per resistir la fagocitació del protozou Acanthamoeba la qual cosa li permet sobreviure en medis aquàtics amb més facilitat tot i que en països avançats es prenguin més mesures per assegurar la qualitat de l'aigua. De forma addicional, presenta una gran capacitat per l'adquisició de gens de resistència a antimicrobians.
L'origen dels brots relacionats amb aliments és associat a manipuladors infectats (com va ser el cas del Brot de shigel·losi a Castella-La Manxa de 2005) o ingredients d'amanides. En canvi, quan l'origen és l'aigua, tot comença per la ingesta d'aigüa de beure o de bany (piscines, llacs...). Els llocs més comuns on es donen els brots acostumen a ser centres de dia i escoles, institucions residencials, restaurants, campings, laboratoris de microbiologia i hospitals.

## Identificació
Com que acostuma a cursar exclusivament amb diarrea, el diàgnostic no pot ser clínic sinó que s'han d'agafar mostres fecals per poder aïllar en cultiu microbiològic al bacteri en qüestió.
Els trets que ens permeten diferenciar-la dels altres grups serotípics és la capacitat de degradar la Lactosa mitjançant l'Enzim Βeta-D-galactosidasa (les altres shigel·les són incapaces de fer-ho) i la presència d'un altre Enzim anomenat Ornitina descarboxilasa encarregat de la descomposició de la Ornitina per formar Putrescina.

## Soques
Avui dia, es coneixen les següents soques:
- Shigella sonnei 08-7761
- Shigella sonnei 08-7765
- Shigella sonnei 09-1032
- Shigella sonnei 09-2245
- Shigella sonnei 09-4962
- Shigella sonnei 1DT-1
- Shigella sonnei 3226-85
- Shigella sonnei 3233-85
- Shigella sonnei 4822-66
- Shigella sonnei 53G
- Shigella sonnei S6513
- Shigella sonnei Ss046
- Shigella sonnei str. Moseley